# Ueno Daibutsu

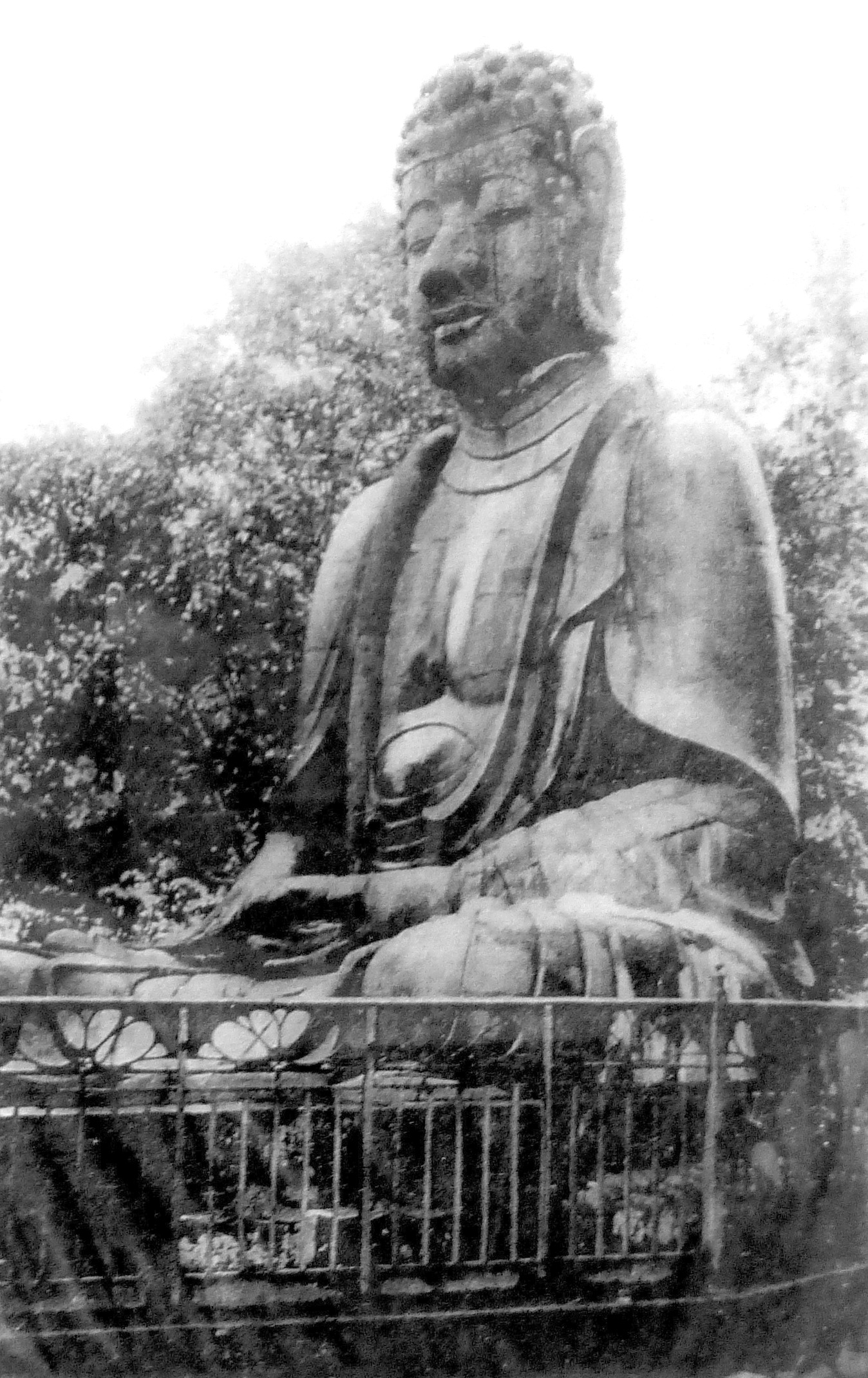
Ueno Daibutsu à l'ère Taishō, avant le séisme de 1923 de Kantō.

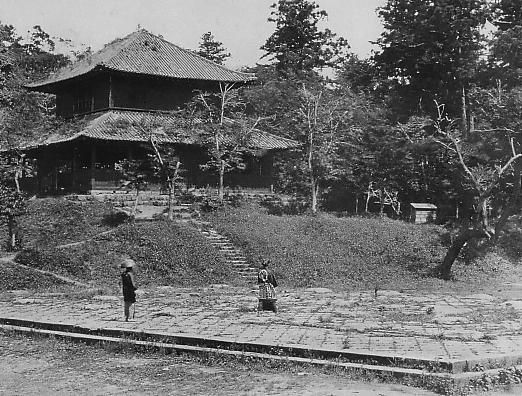
Ancien daibutsuden, début de l'ère Meiji.

Pour les articles homonymes, voir Ueno (homonymie).
Ueno Daibutsu (上野大仏) est une statue géante de Shaka Nyorai assis, datant de l'époque d'Edo qui se trouvait dans ce qui est l'actuel parc d'Ueno à Tokyo. Coulée en bronze en 1631, la statue a été restaurée après le séisme de 1640, l'incendie de 1841 et un autre séisme en 1855. Décapitée par le séisme du Kantō de 1923, le bronze qui la constituait a été fondu au moment de la guerre du Pacifique. En 1972 le visage, d'abord conservé à Kan'ei-ji, fait alors l'objet du monument que l'on peut de nos jours encore découvrir dans le parc d'Ueno, à l'ancien emplacement de la statue,.